# کشتی مین‌روب کلاس الکساندریت
ماین‌سوییپر کلاس الکساندریت (به انگلیسی: Alexandrit-class minesweeper) یک کلاس از کشتی است که طول آن 51.75 meters می‌باشد.